# TPPTS
Le sel trisodique de 3,3′,3′′-phosphanetriyltris(acide benzènesulfonique) (abrégé TPPTS) est un composé organique également connu sous le nom de triphénylphosphine trisulfonate de sodium. Le composé a la formule P(C6H4SO3Na)3. Ce solide blanc est un exemple inhabituel de phosphine soluble dans l'eau. Ses complexes métalliques sont également hydrosolubles. Son complexe avec le rhodium est utilisé dans la production industrielle de butyraldéhyde.

## Synthèse
La TPPTS est synthétisée par sulfonation de la triphénylphosphine. La sulfonation se produit à une position méta de chacun des trois cycles phényle. L'agent de sulfonation est l'oléum, une solution de trioxyde de soufre dans l'acide sulfurique. Dès sa dissolution dans l'oléum, la phosphine est protonée. C'est le sel de phosphonium qui subit la sulfonation ce qui explique sa sélectivité en position méta.
HP(C6H5)3+ + 3 SO3 → [HP(C6H4SO3H)3]+
En tant que base de Lewis, le ligand TPPTS est plus fort que la triphénylphosphine.

## TPPTS: à l'origine de la catalyse homogène biphasée
La TPPTS a été synthétisé en 1975 par Émile Kuntz alors ingénieur chez Rhône-Poulenc dans le but de réaliser une catalyse homogène biphasée dans laquelle le catalyseur en phase aqueuse pourrait être aisément séparé des produits de réaction et recyclé. Le sel de sodium de la TPPTS, très soluble dans l’eau, lui permit d’obtenir des complexes de coordination de la TPPTS avec les métaux à basse valence tels que Rh(I), Ni(0), Pd(0) dans l’eau.
Émile Kuntz a successivement breveté :
- la préparation d’aldéhydes par hydroformylation des oléfines, notamment du propylène en butanal en présence de rhodium(I) et de TPPTS en 1975[4] ;
- la préparation de nitriles par hydrocyanation des oléfines et des diènes en présence de nickel(0) et de TPPTS en 1976[5] ;
- la télomérisation des diènes, notamment du butadiène en 2,7-octadiéne-1-ol en présence de palladium(0) et de TPPTS en 1976[6] ;
- l’hydroformylation du propylène et des butènes en présence de rhodium et de TPPTS initialement décrite par E.G Kuntz en 1975 conduisit à un procédé industrialisé par Ruhrchemie en 1984[7],[8];
- le catalyseur rhodium + TPPTS permit également en 1980 à Didier Morel de découvrir un nouveau procédé de synthèse de la géranylacétone à partir de myrcène et de la farnésylacétone à partir de β-farnésène qui sont des intermédiaires dans la synthèse de la vitamine E[9]. Ce procédé a été industrialisé par Rhône-Poulenc en 1988.

L'utilisation industrielle de la TPPTS et de la catalyse biphasique homogène ont fait l'objet d'articles de synthèse,,,,,,.

## Diffusion de l'usage de la TPPTS et de la catalyse homogène biphasée
Les complexes de  la TPPTS avec les métaux sont très solubles dans l'eau, propriété qui est à la base de ses applications industrielles. Le catalyseur au rhodium à base de TPPTS est utilisé industriellement depuis 1984 pour une hydroformylation biphasique du propène dans le procédé dit "Ruhrchemie / Rhône-Poulenc". L'hydroformylation, également connue sous le nom de « synthèse oxo », est la réaction d'un alcène avec du monoxyde de carbone et de l'hydrogène. Traditionnellement, l'hydroformylation est catalysée par des complexes de rhodium et de cobalt en solution non aqueuse. La TPPTS et la catalyse biphasée homogène sont restés ignorées de la recherche académique jusqu'à ce que Émile Kuntz publie une synthèse de ses travaux antérieurs en 1987. Puis, dans les années 1990, l'utilisation de la TPPTS est rapidement devenue très populaire avec plus d'un millier de citations vers 2004.